# Николаева, Екатерина Спиридоновна
Екатерина Спиридоновна Николаева, в девичестве — Анисимова (1924, Воронежская губерния — 1999, Краснодарский край) — рабочая Ингирского совхоза имени Берия Министерства сельского хозяйства, Грузинская ССР. Герой Социалистического Труда (1950).

## Биография
Родилась в 1924 году в крестьянской семье в одном из сельских населённых пунктов Воронежской губернии. Окончила начальную школу. Трудился в сельском хозяйстве. В послевоенные годы — рабочая Ингирского совхоза имени Берия Зугдидского района, директором которого был Александр Теймуразович Цхадая.
В 1949 году собрала 6635 килограммов сортового зелёного чайного листа на участке площадью 0,5 гектара. Указом Президиума Верховного Совета СССР от 31 июля 1950 года удостоена звания Героя Социалистического Труда за «получение высоких урожаев сортового зелёного чайного листа и цитрусовых плодов в 1949 году» с вручением ордена Ленина и золотой медали «Серп и Молот» (№ 5309).
Этим же указом званием Героя Социалистического Труда были награждены труженики совхоза имени Берия Александра Теопановна Ахобадзе и Александра Ивановна Матовникова.
После замужества переехала в Краснодарский край. С 1980 года — персональный пенсионер союзного значения. Умерла в 1999 году.